# Ambonese doosschildpad
De Ambonese doosschildpad (Cuora amboinensis) is een schildpad uit de familie Geoemydidae. De soort werd voor het eerst wetenschappelijk beschreven door François Marie Daudin in 1802. Oorspronkelijk werd de wetenschappelijke naam Testudo amboinensis gebruikt.

## Uiterlijke kenmerken
De Ambonese doosschildpad heeft een donkerbruin, enigszins bol rugschild dat meestal bruingrijs tot zwart van kleur is, en een grijze huid met een meestal zwarte kop. Kenmerkend is de gele strepentekening op de kop. Jonge dieren zijn nog vrij plat en hebben ook veel reliëf op het schild, evenals een kam op de rug maar deze kenmerken verdwijnen naarmate de dieren ouder worden.

## Voorkomen
Deze soort komt voor in Ambon, maar ook in delen van de Molukken, Filipijnen en Celebes. Moerassen en andere waterrijke maar niet te diepe gebieden vormen de habitat. Het is een aan water gebonden schildpad, die ook vaak op het land komt om te zonnen of te eten. Het voedsel bestaat uit insecten, wormen en aas, en ook wel plantendelen worden gegeten. De maximale schildlengte is ongeveer 20 centimeter en deze schildpad heeft het vermogen het buikschild dicht te klappen bij bedreiging, vandaar de naam doosschildpad, zie ook deze1) externe link voor een foto hiervan.

## Status
Het gaat niet goed met Ambonese doosschildpad omdat er honderdduizenden exemplaren naar onder andere China geëxporteerd worden. Niet alleen wordt het vlees gegeten in onder andere soepgerechten, ook wordt het schild vermalen om er 'medicijnen' van te maken2). Ook worden vele wilde dieren in de handel aangeboden.
Deze schildpad is vanwege het rustige karakter geschikter om in een terrarium te houden dan veel andere soorten. De echte reptielenliefhebber koopt echter nooit wildvangdieren van soorten die niet algemeen voorkomen, en heeft ook niet als doel dieren te 'houden', maar dieren zich voort te laten planten. Dat gebeurt bij reptielen echter alleen als men erin geslaagd is ze een goede leefomgeving te bieden.

## Naamgeving en taxonomie

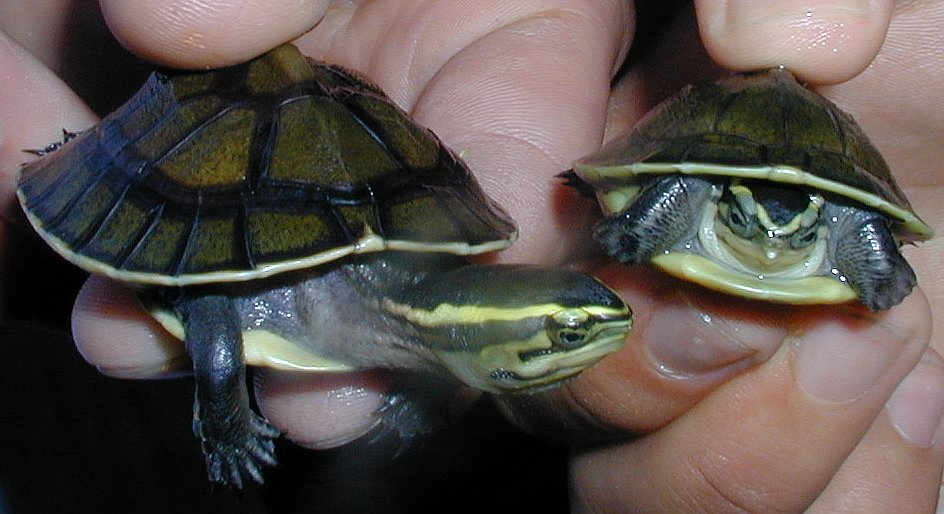
Juvenielen van de ondersoort Cuora amboinensis kamaroma.

De Ambonese doosschildpad dankt zijn Nederlandstalige naam aan het verspreidingsgebied op Ambon en ook de wetenschappelijke soortnaam amboinensis is hiernaar een verwijzing. De wetenschappelijke naam werd voor het eerst gepubliceerd door François Marie Daudin in 1802, oorspronkelijk werd de geslachtsnaam Testudo gebruikt, deze groep van schildpadden wordt tegenwoordig tot de landschildpadden (Testudinae) gerekend.
Er worden vier ondersoorten erkend, inclusief de pas in 1998 voor het eerst beschreven Cuora amboinensis lineata. De ondersoorten verschillen vooral in verspreidingsgebied.
- Ondersoort Cuora amboinensis amboinensis
- Ondersoort Cuora amboinensis couro
- Ondersoort Cuora amboinensis kamaroma
- Ondersoort Cuora amboinensis lineata